# شوهی مورییاسو
شوهی مورییاسو (انگلیسی: Shohei Moriyasu؛ زادهٔ ۱۷ اوت ۱۹۹۱) بازیکن فوتبال اهل ژاپن است.